# Ravenel (Oise)
Ravenel é uma comuna francesa na região administrativa de Altos da França, no departamento de Oise. Estende-se por uma área de 11.61 km². Em 2010 a comuna tinha 1 094 habitantes (densidade: 94,2 hab./km²).